# واصل بن عطا
واصل بن عطاء، متکلم سده دوم هجری و مؤسس مکتب کلامی معتزله در اسلام است. عصر خردگرایی در اسلام با معتزله شروع شد و واصل بن عطاء و امثال عمر بن عبید در آن نقش زیادی داشتند.

## زندگی‌نامه
واصل بن عطا در حدود سال ۷۰۰ میلادی به دنیا آمد. زمانی که جوان بود به بصره رفت و در آنجا تحت تعلیم حسن البصری قرار گرفت؛ و در همان شهر بود که با چهره‌های تأثیرگذار مذهبی دیگری نیز آشنا شد.
واصل در سال ۸۰ هجری قمری در مدینه متولد شد اما در بصره پرورش یافت و در سال ۱۳۱ هجری قمری در بصره درگذشت.
از آن جا که
در مسجد بازار غزال در بصره به امامت مشغول بود به غزال ملقب است. زبان او مشکلی داشت که نمی‌توانست حرف «راء» را به درستی تلفظ کند اما از آنجا که مرد بسیار بلیغی بود همواره از جملاتی استفاده می‌کرد که حرف «راء» در کلمات آن وجود نداشت.
از استادان او می‌توان به ابوهاشم عبدالله بن محمد بن حنفیه و نیز حسن بصری اشاره کرد.

## دیدگاه‌های وی
به گفته برخی مورخان و تذکره‌نویسان، در مجلس درس حسن بصری، یکی از حاضران با اشاره به دیدگاه‌های مختلف دو گروه خوارج و مرجئه دربارهٔ حکم مرتکبان کبیره، نظر وی را جویا شد. از آنکه حسن سخنی بگوید، شاگردش واصل بن عطا نظر خود را چنین بیان کرد: «مرتکب کبیره نه مؤمن خالص است و نه کافر خالص، بلکه دارای منزلتی بین المنزلین است». وی سپس در کنار یکی از ستون‌های مسجد به توضیح نظریه خود پرداخت، و حسن که گویا از پیش، از زمینه‌های این جدایی آگاه بود با حسرت گفت: «واصل از ما کناره گرفت».
افزون بر آنچه گذشت، واصل بن عطا را مروج نظریاتی چون «نفی صفات از خداوند» و «خروج افعال اختیاری انسان از قلمرو قضا و قدر الهی» دانسته‌اند. به گفته شهرستانی، بعدها گروهی از پیروان واصل -با مطالعه کتب فلسفی- همه صفات خداوند را به دو صفت «علم» و «اراده» بازگرداندند.